# Devade lehtineni
Devade lehtineni är en spindelart som beskrevs av Sergei L. Esyunin och Viktor E. Efimik 2000. Devade lehtineni ingår i släktet Devade och familjen kardarspindlar.
Artens utbredningsområde är Kazakstan. Inga underarter finns listade i Catalogue of Life.